# Trugberg
Trugberg (3933 m n. m.) je hora v Bernských Alpách ve Švýcarsku. Nachází se na území obce Fieschertal (okres Goms) v kantonu Valais. Leží v hřebeni, který vybíhá jihovýchodním směrem z hory Mönch (4107 m), a klesá ke Konkordiaplatz. Od Mönchu je Trugberg oddělen sedlem Oberes Mönchsjoch (3624 m), ve kterém se nachází chata Mönchsjochhütte. Jihozápadní svahy hory spadají k ledovci Jungfraufirn, severovýchodní k ledovci Ewigschneefäld.
Jako první vystoupili na vrchol 13. července 1871 Emil Burckhardt, Peter Egger a Peter Schlegel. 